# نظام الأمن الإقليمي

نظام الأمن الإقليمي (آر إس إس) (بالإنجليزية: Regional Security System)‏ هو اتفاق دولي للدفاع والأمن في منطقة شرق البحر الكاريبي. تم إنشاء نظام الأمن الإقليمي في عام 1982 لمواجهة التهديدات التي تهدد استقرار المنطقة في أواخر السبعينيات وأوائل الثمانينيات. في 29 أكتوبر وقّع أربعة أعضاء في منظمة دول شرق البحر الكاريبي، وهي: أنتيغوا وبربودا، دومينيكا، سانت لوسيا، سانت فنسنت وجزر غرينادين، مذكرة تفاهم مع بربادوس لتقديم «مساعدة متبادلة عند الطلب». اتفق الموقعون على إعداد خطط للطوارئ ومساعدة بعضهم البعض، عند الطلب، في حالات الطوارئ الوطنية، منع التهريب، البحث والإنقاذ، مراقبة الهجرة، حماية مصايد الأسماك، مراقبة الجمارك والضرائب، مهام الشرطة البحرية، حماية المنشآت البحرية، مراقبة التلوث الكوارث الوطنية وغيرها من التهديدات للأمن القومي. انضمت سانت كيتس ونيفيس بعد الاستقلال عام 1983، وتبعتها غرينادا بعد ذلك بعامين بعد عملية الغضب العاجلة، وهي عبارة عن غزو أمريكي ونظام الأمن الإقليمي للبلاد. تم تحديث مذكرة التفاهم في عام 1992 وحصل النظام على الوضع القانوني في 5 مارس 1996 بموجب المعاهدة التي وقعت في سانت جورج، غرينادا.

## تاريخها
بدأت آر إس إس في البداية كأداة أمريكية لمكافحة انتشار الشيوعية في منطقة البحر الكاريبي. اعتبارًا من عام 2001، تتعاون آر إس إس بشكل كبير مع فرقة العمل الإقليمية للجماعة الكاريبية المعنية بالجريمة والأمن (CRTFCS).
في يونيو 2010، استأنف المسؤولون الإقليميون للولايات المتحدة ومنطقة البحر الكاريبي خطة للتعاون الوثيق التي تم تأسيسها في إطار الشراكة السابقة من أجل الرخاء والأمن في منطقة البحر الكاريبي (PPS) في عهد كلينتون. كجزء من الاتفاقية المشتركة، تعهدت الولايات المتحدة بالمساعدة في إنشاء وحدة لخفر السواحل في شرق الكاريبي من بين بلدان آر إس إس. قامت وحدة خفر السواحل بالولايات المتحدة بدعم مبادرة أمن الحوض الأمريكية - الكاريبية الأوسع نطاقًا (CBSI) التي اعتبرت آر إس إس بمثابة «مركز لنجاح CBSI، نظرًا لامتدادها عبر شرق الكاريبي».
بعد ذلك، تعهدت كندا أيضًا بالتعاون مع كتلة آر إس إس لمكافحة تهديد العصابات الإجرامية في أمريكا الوسطى من التوسع في منطقة الكاريبي الناطقة بالإنجليزية.

## الدول الاعضاء
الدول الأعضاء الحالية هي:
- أنتيغوا وباربودا (منذ عام 1982)
- باربادوس (منذ 1982)
- دومينيكا (منذ 1982)
- غرينادا (منذ 1985)
- سانت كيتس ونيفيس (منذ عام 1983)
- سانت لوسيا (منذ 1982)
- سانت فينسنت والغرينادين (منذ عام 1982)

## الأنشطة السابقة
| تاريخ | اسم عملية آر إس إس  | البلد                                | السبب |
| ----- | ------------------- | ------------------------------------ | --- |
| 1983  | عملية الغضب العاجلة | غرينادا                              | استعادة الحكومة في غرينادا |
| 1989  | هوغو                | أنتيغوا، مونتسيرات وسانت كيتس ونيفيس | المساعدة في أعقاب إعصار هوغو                                                                                                  |
| 1990  | انقلاب              | ترينداد وتوباغو                      | في أعقاب محاولة انقلاب في ترينيداد وتوباغو                                                                                    |
| 1994  | الأمن الداخلي       | سانت كيتس ونيفيس                     | ثفزت |
| 1995  | لويس، مارلين        | أنتيغوا وسانت كيتس ونيفيس            | المساعدة في أعقاب إعصار لويس وإعصار مارلين                                                                                    |
| 1998  | جورج                | سانت كيتس ونيفيس                     | المساعدة في أعقاب إعصار جورج                                                                                                  |
| 1998  | Weedeater           | سانت فنسنت وجزر غرينادين             | القضاء على القنب |
| 2003  | Bordelais           | سانت لوسيا                           | نقل السجناء إلى سجن جديد |
| 2004  | جهود الإغاثة إيفان  | غرينادا                              | المساعدة في أعقاب إعصار إيفان                                                                                                 |
| 2006  | Glendairy           | بربادوس                              | انتفاضة السجن |
| 2009  | عملية VINCYPAC      | سانت فنسنت وجزر غرينادين             | القضاء على القنب |
| 2010  | هايتي               | هايتي                                | المساعدة في أعقاب زلزال هايتي عام 2010                                                                                        |
| 2017  | دومينيكا            | جهود إعصار ماريا                     | المساعدة في أعقاب إعصار ماريا في عام 2017. كان نظام آر إس إس مفيدًا في استعادة النظام بعد نهب الممتلكات وتدميرها على نطاق واسع |

نظام آر إس إس، كما يشار إليه عادة، يقع في بربادوس في مركز باراجون، برئاسة العديد من قادة الجيش الإقليميين. يعمل بشكل أساسي كنظام دفاعي للبحر الكاريبي، حيث يقوم بالعديد من العمليات من خلال اكتشاف ومكافحة تهريب المخدرات عبر المحيط الأطلسي وداخل الكاريبي، وحماية سيادة دول الكاريبي، وتقديم المساعدة لدول الكاريبي بناءً على طلب الحكومات وعادة ما تكون أول من يستجيب بعد وقوع الكوارث الطبيعية، مثل الأعاصير والفيضانات والزلازل.

## الملاحظات
- كاتب شؤون الموظفين (17 أبريل 2010). «CARIBBEAN SECURITY: الولايات المتحدة للمساعدة في ترقية نظام الأمن الإقليمي». وكالة أنباء الكاريبي. تم أرشفة النسخة الأصلية بتاريخ 2011-07-09. استرجاع 5 يوليو 2010.
- كاتب شؤون الموظفين (17 أبريل 2010). «مساعدة قادمة!». محامي بربادوس. تم أرشفة النسخة الأصلية بتاريخ 2012-03-11. استرجاع 5 يوليو 2010.
- كاتب شؤون الموظفين (4 يوليو 2010). «كندا لزيادة المساعدة للمنطقة». صحيفة الأمة. تم أرشفة النسخة الأصلية بتاريخ 2012-03-20. استرجاع 5 يوليو 2010.

## روابط خارجية
- الموقع الرسمي
- العمليات التي نفذتها آر إس إس